# Восточноазиатские игры 1993
1-е Восточноазиатские игры прошли с 9 по 18 мая 1993 года в Шанхае (КНР).  В них приняли участие спортсмены из 8 стран, которые соревновались в 12 видах спорта.

## Виды спорта
- Лёгкая атлетика
- Бадминтон
- Баскетбол
- Боулинг
- Бокс
- Футбол
- Спортивная гимнастика
- Дзюдо
- Академическая гребля
- Плавание
- Тяжёлая атлетика
- Ушу

## Итоги Игр
| Место | Страна               | Золото | Серебро | Бронза | Всего |
| ----- | -------------------- | ------ | ------- | ------ | ----- |
| 1     | Китай                | 105    | 74      | 34     | 213   |
| 2     | Япония               | 25     | 37      | 55     | 117   |
| 3     | Республика Корея     | 23     | 28      | 40     | 91    |
| 4     | КНДР                 | 10     | 20      | 24     | 54    |
| 5     | Китайская Республика | 6      | 5       | 19     | 30    |
| 6     | Гонконг              | 1      | 2       | 8      | 11    |
| 7     | Монголия             | 0      | 1       | 16     | 17    |
| 8     | Макао                | 0      | 0       | 1      | 1     |